# MTX Group
MTX Group a.s. je český průmyslový holding vybudovaný Petrem Otavou. Zabývá se především obchodem s hutními polotovary, výrobou a prodejem koksu, výrobou hliníkových a měděných produktů. V roce 2015 patřila skupina MTX CZ s tržbami přes 20 miliard korun za rok mezi 50 největších českých firem podle tržeb. Mezi dceřiné společnosti patří Metalimex a.s., Al Invest Břidličná, a.s., Měď Povrly a.s., Sardona Finance AG, OKK Koksovny či Coal Mill, a.s.